# Nokia 7900
Nokia 7900 — продолжение линейки «Prism».

## Характеристики
- Стандарты: GSM/EDGE 850/900/1800/1900, UMTS 900/2100
- Экран: OLED, 16 млн цветов, 240 х 320 пикселей, диагональ 2"
- Беспроводные интерфейсы: Bluetooth ver. 2,EDGE.
- Проводное подключение: microUSB ver. 2.0
- Фото-/Видеокамера: 2 Мпикс с 4-кратным зумом и возможностью записи видеороликов
- Мультимедиа: проигрыватель цифрового аудио
- Память: 1 ГБ встроенной динамически распределяемой памяти; нет поддержки съёмных карт памяти
- Процессор: 320 МГц
- Слоты расширения: отсутствуют
- Операционная система: Series 40
- Батарея: съёмный литий-ионный аккумулятор ёмкостью 1000 мАч
- Время работы при разговоре: 4 ч
- Время автономной работы: от 3 до 12 дней